# Paul Kiparsky
Paul Kiparsky, René Paul Viktor Kiparsky, född 28 januari 1941 i Helsingfors, finländsk lingvist.
Kiparsky är professor i lingvistik vid Stanford University.  Han är son till den ryskfödde lingvisten och slavisten Valentin Kiparsky.
Han studerade för Morris Halle vid Massachusetts Institute of Technology, där han även var professor 1965–1984. Hans doktorsavhandling Phonological Change från 1965  och det efterföljande arbetet med historisk lingvistik har påverkat formen för den moderna generativa synen inom detta område.
Kiparsky är grundare av Lexical Phonology and Morphology och en känd panini. Han har gjort fundamentala bidrag till den moderna teorin om versmått och morfosyntax. 
1986 blev han hedersdoktor vid Göteborgs universitet och 2008 vid  Universität Konstanz.